# Kabeer Gbaja-Biamila
Muhammed-Kabeer Olarewaju Gbaja-Biamila (født 24. september 1977 i Los Angeles, Californien, USA) er en tidligere amerikansk footballspiller, der spillede i NFL som defensive end. for Green Bay Packers. Han kom ind i ligaen i år 2000 og tilbragte hele sin karriere hos Green Bay Packers. Han trak sig tilbage i 2008.
Gbaja-Biamila blev en enkelt gang, i 2003 udtaget til Pro Bowl, NFL's All Star-kamp.

## Klubber
- 2000-2008: Green Bay Packers